# Натрий-калиевый сплав

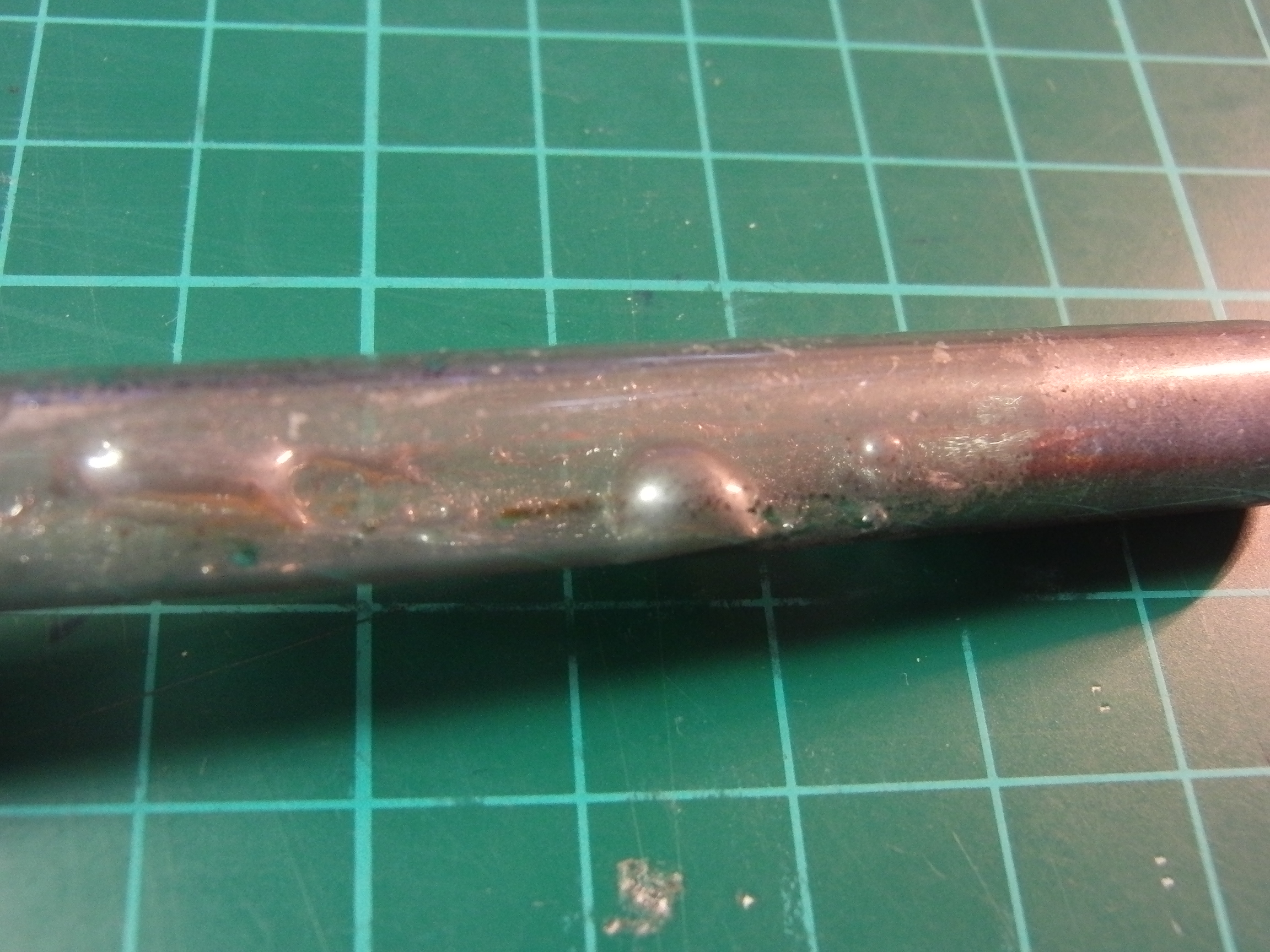

Диаграмма состояния системы калий-натрий

NaK — легкоплавкий сплав, состоящий из натрия и калия.
Химически агрессивен, может воспламеняться на воздухе. Эвтектика имеет состав 77,8 % K и 22,2 % Na и остаётся жидкой в диапазоне температур от −12,6 до 785°С. Плотность эвтектики 866 кг/м3 при 21 °С и 855 кг/м3 при 100 °С. Сплав остаётся жидким при комнатной температуре при массовой доле калия в сплаве от 40 % до 90 %.

## Применение
В качестве теплоносителя ядерных реакторов на быстрых нейтронах. В частности, практически все ядерные реакторы космических аппаратов использовали этот теплоноситель. Также существовали проекты ядерных реактивных двигателей и реакторов с использованием паров сплава. Так как это металлический сплав, обладающий высокой удельной электропроводностью, его перекачивание можно обеспечить с помощью МГД-насоса, не имеющего в своем составе никаких подвижных частей и уплотнений валов.
В мощных электрических машинах в качестве жидкометаллического контакта между стационарной и вращающейся частью токопровода.
Сплав калия и натрия использовался в качестве катализаторов для гидрогенизации; как восстановитель в производстве титана.
Сегодня сплавы NaK находят свое применение в синтезе и функционализации различных материалов.

## Получение
Сплав получают взаимодействием расплавленного Na с жидким гидроксидом калия при температурах 400—450 °С или взаимодействием паров Na с жидким хлоридом калия при температурах 850—900 °С.
Также может быть получен простым сплавлением Na и K под слоем минерального масла при температуре >100°С.